# Mirela Țugurlan
Mirela Țugurlan est une gymnaste artistique roumaine, née le 4 septembre 1980 à Focșani.

## Biographie
Elle est initialement remplaçante pour les Jeux olympiques en 1996 mais elle est finalement intégrée à l'équipe roumaine après une blessure de sa compatriote Ana Maria Bican à l'entraînement. Elle participe ainsi à l'obtention de la médaille de bronze de la Roumanie.
L'année suivante, elle fait également partie de l'équipe qui devient championne du monde à Lausanne.

## Palmarès

### Jeux olympiques
- Atlanta 1996
  -  médaille de bronze au concours général par équipes
  - 15e au concours général individuel (non finaliste)

### Championnats du monde
- Lausanne 1997
  -  médaille d'or au concours général par équipes